# Henoch (syn Jereda)
Henoch lub Enoch – postać biblijna, syn Jereda, potomek Seta. Miał wiele synów i córek, wśród nich Metuszelacha.
W Starym Testamencie zawarto o nim niewiele informacji. Henoch został w nim opisany jako żyjący w tak wielkiej przyjaźni z Bogiem, że nigdy nie umarł, lecz został w wieku 365 lat wzięty cieleśnie do Nieba (Rdz 5, 22 i Hbr 11,5). Henoch jest jedyną postacią, oprócz proroka Eliasza, którego wniebowzięcie zostało wprost opisane w Piśmie Świętym. 
O Henochu wspomina również deuterokanoniczna Księga Syracha, ukazując go jako jedną z pozytywnych postaci w historii ludzkości. Wspomniany też jest w Ewangelii świętego Łukasza oraz w Liście do Hebrajczyków. Wielu autorów apokryfów wydawało swoje dzieła pod jego imieniem. Przykładem są Księgi Henocha. 
Postać Henocha pojawia się też w Koranie, gdzie jest jednym ze świętych proroków islamu pod imieniem Idris.